# 高塔失不花
高塔失不花（?—?），辽阳人，元朝将领，高宣曾孙，高天锡之孙，高谅之子。
元成宗命塔失不花世袭其父祖的官职，他以居丧推辞。大德元年（1297年），授任为奉议大夫、章佩监丞。大德四年（1300年），改任为朝列大夫、利用监丞。大德八年（1304年），升为少监。元武宗即位，授任为中议大夫、秘书监丞。当时元仁宗居东宫，召入宿卫。至大三年（1310年）冬，转任少中大夫、纳绵府达鲁花赤，武宗对他说：“这是你先世所守旧职。”皇庆元年（1312年）春，改授嘉议大夫、同知崇祥院事。冬，进升为资德大夫，为院使。延祐四年（1317年）四月，元仁宗对塔失不花说：“你祖父曾经为司农，现在再任命你。”于是转任荣禄大夫、大司农。元英宗在东宫，塔失不花撰写集录前代嘉言善行，名为《承华事略》，又画《豳风图》以进献。元仁宗看到后奖赏他：“你能辅正太子，朕很高兴。”命在东宫置图书，让太子时时观览。延祐六年（1319年），改为集禧院使。退居归家，去世。